# Eupithecia ligusticata
Eupithecia ligusticata är en fjärilsart som beskrevs av Karl Dietze 1913. Eupithecia ligusticata ingår i släktet Eupithecia och familjen mätare. Inga underarter finns listade i Catalogue of Life.